# 한스 라이스너

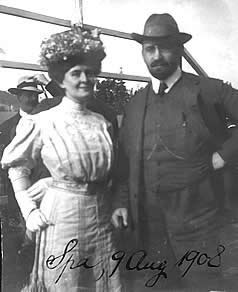
Hans Reissner와 그의 아내 Josefine.

한스 야콥 라이스너(Hans Jacob Reissner), 또는 야콥 요하네스 라이스너(Jacob Johannes Reissner, 1874년 1월 18일, 베를린 – 1967년 10월 2일, 오레곤주 엔젤 산 ) 은 독일의 항공 엔지니어로 그의 부업은 수리 물리학이었다. 제1차 세계 대전 중에 그는 항공기 설계 에 대한 선구적인 작업으로 철십자 훈장 2등급(민간인용)을 수상했다.

## 전기
라이스너는 외삼촌의 유산을 물려받은 부유한 베를린 가정에서 태어났다. 젊은 공학 졸업생으로서 그는 미국에서 설계사로 일하면서 1년을 보냈다. 그해 이후 그는 학문적 관심을 물리학으로 넓혔다. 젊은 학자로서 그는 공학 문제에 관한 수학 논문을 발표했다.
제1차 세계 대전 이전에 라이스너는 외피와 구조가 모두 금속으로 만들어져 전체가 금속으로 제조된 최초의 성공적인 항공기인 라이스너 카나드 (Reissner Canard 또는 Ente)를 설계하였다. 이것은 이전에 항공기에 거의 관심을 보이지 않았던 Hugo Junkers의 도움으로 제작되었다. 둘 다 아헨 대학교의 교수였다. 첫 비행은 1912년 5월 23일 Robert Gsell이 조종하면서 이루어졌다.
나치 정권 동안에 라이스너는 비록 그가 아리안인 증명서가 없었음에도 불구하고 항공기 산업에서 일할 수 있었다. 1935년에 그는 유태인 혈통 때문에 베를린 공과대학에서 자리를 잃었고 1938년에 미국으로 이주했다. 그는 일리노이 공과대학교 (1938–44)와 브룩클린 폴리테크닉 인스티튜트 (1944–54)에서 가르쳤다.
흥미롭게도 아인슈타인 방정식을 하전 점 질량 계량(metric)에 대하여 처음으로 푼 사람은 물리학자나 수학자가 아니라 이 엔지니어였다. 그의 폐쇄형 해(closed-form solution)는 그후 수년 동안 여러명의 다른 물리학자들에 의해 재발견되었으며 현재는 이를 라이스너-노르드스트룀 계량이라고 부른다.
그의 아들인 에릭 라이스너 (Max Erich Reissner, 1913–1996)는 Mindlin–Reissner 판 이론을 개발했다.